# Karate-Weltmeisterschaften der Jugend, Junioren & U21 2024
Die Karate-Weltmeisterschaften der World Karate Federation für die Jugend, Junioren und U21 wurden vom 9. bis 13. Oktober 2024 im Palazzo del Turismo in Jesolo (Italien) ausgetragen. Insgesamt starteten 1960 Teilnehmer aus 109 Nationen.

## Medaillen Herren

### Jugend (Kadetten)
| Kategorie     | Gold              | Silber                    | Bronze                           |
| ------------- | ----------------- | ------------------------- | -------------------------------- |
| Kata          | Takeru Hamazawa   | Tarik Koc                 | Vasco Mateus Matteo Freda        |
| Kumite -52 kg | Makysm Viechkanov | Abdulrahman Arafat        | Alim Tekuev Leonardo Nascimento  |
| Kumite -57 kg | Kabu Yagura       | Hatem Alharrasees         | Leo Lambert David Rios Garcia    |
| Kumite -63 kg | Mouaz Mostafa     | Jorge Damian Flores Ortiz | Nikol Birac Rayan Zoueini        |
| Kumite -70 kg | Americo Tommasino | Jusuf Saljiu              | Bader Albargawi Lisandro Fontana |
| Kumite +70 kg | Arashi Chiba      | Amro Albargawi            | Sungkar Kanibek Lenny Malcoiffe  |

### Junioren
| Kategorie     | Gold                   | Silber           | Bronze                                |
| ------------- | ---------------------- | ---------------- | ------------------------------------- |
| Kata          | Soshi Okumura          | Izan Lopez Tomas | Thomas Köemz Joao Viera               |
| Kumite -55 kg | Hani Rashid            | Thanakorn Taolek | Miras Abdikadyr Ali Alariani          |
| Kumite -61 kg | Emanuele Califano      | Saad Alsaif      | Alexandre Beagu-Barzan Yasin Bettache |
| Kumite -68 kg | Ashraf Mohamed Mohamed | Alvise Toniolo   | Ahmet Ozturk Hairiss Hierso           |
| Kumite -76 kg | Alikhan Kadyrgali      | Sven Strahija    | Iker Leal Moreno Yacine Ben Fathallah |
| Kumite +76 kg | Abdullah Alqahtani     | Federico Supino  | Lukas Bohunicky Mbacke Seck Serigne   |

### Kata-Team
| Kategorie         | Gold  | Silber   | Bronze                     |
| ----------------- | ----- | -------- | -------------------------- |
| Kadetten/Junioren | Japan | Portugal | Italien Vereinigte Staaten |

### U21
| Kategorie     | Gold             | Silber            | Bronze                                     |
| ------------- | ---------------- | ----------------- | ------------------------------------------ |
| Kata          | Anthony Vu       | Roman Hrecka      | Abdelrahman Elmowafi Taiga Ishikawa        |
| Kumite -60 kg | Nuri Kilic       | Amin Abdelmalki   | Janco Dorta Mohamed Youssef                |
| Kumite -67 kg | Adel Omara       | Akhmed Akhmedov   | Guilherme Gonçalves Muhammed Özdemir       |
| Kumite -75 kg | Omer Faruk Yurur | Youssef Farag     | Heorhii Pitsul Ika Sulamanidze             |
| Kumite -84 kg | Omar Osman       | Mohammad Aljafari | Yosuke Abe Anans Alzahrani                 |
| Kumite +84 kg | Matteo Avanzini  | Anes Bostandzic   | Stefan Stojanovikj Borja Gutierrez Marques |

## Medaillen Damen

### Jugend (Kadetten)
| Kategorie     | Gold                     | Silber               | Bronze                                         |
| ------------- | ------------------------ | -------------------- | ---------------------------------------------- |
| Kata          | Ito Wakana               | Mai Quynh Anh Nguyen | Tamara Lehner Ninon Vaucelle-Spelle            |
| Kumite -47 kg | Rinri Oda                | Jana Vincic          | Zsofia Agnes Hefner Malak Afifi                |
| Kumite -54 kg | Mariia Hnes              | Wiktoria Kraczaj     | Morgane Scarfone Adriana Boyadzhieva           |
| Kumite -61 kg | Garziella Annael Ecchili | Nourhan Elmorsi      | Yasmine Rejraji Hannah Bath Soendergaard       |
| Kumite +61 kg | Mariam Bsharat           | Roaa Mohamed         | Nicole Correddu Valeria Linett Juarez Martinez |

### Juniorinnen
| Kategorie     | Gold               | Silber           | Bronze                                    |
| ------------- | ------------------ | ---------------- | ----------------------------------------- |
| Kata          | Azusa Takata       | Yasmin Henrique  | Julieta Alvarez Fotheringham Nhi Bui Ngoc |
| Kumite -48 kg | Ludovica Legittimo | Agnes Nyman      | Towana Uchida Arnella Gubashieva          |
| Kumite -53 kg | Juria Natori       | Alexandra Wolf   | Sofiia Liaskalo Elsa Schmitt              |
| Kumite -59 kg | Monica Arzumian    | Gulnur Koishybay | Gulay Orujova Violetta Makarenko          |
| Kumite -66 kg | Mariam Tantawi     | Elize Bauld      | Elia Cattaneo Eirini-Griforia Katsika     |
| Kumite +66 kg | Sara Tomic         | Amalie Hakova    | Jovana Damjanovic Malak Elbarbary         |

### Kata-Team
| Kategorie            | Gold  | Silber  | Bronze          |
| -------------------- | ----- | ------- | --------------- |
| Kadetten/Juniorinnen | Japan | Spanien | Italien Ägypten |

### U21
| Kategorie     | Gold                   | Silber               | Bronze                                       |
| ------------- | ---------------------- | -------------------- | -------------------------------------------- |
| Kata          | Kotomi Sato            | Paola Garcia Lozano  | Natasa Gamova Orsola Donofrio                |
| Kumite -50 kg | Miuuki Ishihara        | Ema Sgardelli        | Valeriia Sergaieva Yalda Naghibeiranvand     |
| Kumite -55 kg | Fatemehahra Saeidabadi | Menatalah Elhawary   | Nina Kvasnicova Sirikamonnate Chokprasertgul |
| Kumite -61 kg | Rahma Tolba            | Anastasiia Semenenko | Emina Sipovic Darija Snajder                 |
| Kumite -68 kg | Thalya Sombe           | Marina Kurtes        | Sudenur Aksoy Anna Pia Desiderio             |
| Kumite +68 kg | Sophie Bao Bednarski   | Daria Iushkova       | Asia Pergolesi Nikolina Golombos             |

## Medaillenspiegel
Ausrichter 
| Platz | Land                           | Gold | Silber | Bronze | Gesamt |
| ----- | ------------------------------ | ---- | ------ | ------ | ------ |
| 1     | Japan                          | 12   | 0      | 3      | 15     |
| 2     | Ägypten                        | 6    | 4      | 5      | 15     |
| 3     | Italien                        | 5    | 2      | 8      | 15     |
| 4     | Türkei                         | 2    | 1      | 2      | 5      |
| 5     | Schweden                       | 2    | 1      | 0      | 3      |
| 6     | Frankreich                     | 2    | 0      | 9      | 11     |
| 7     | Ukraine                        | 2    | 0      | 3      | 5      |
| 8     | Saudi-Arabien                  | 2    | 1      | 0      | 3      |
| 9     | Kroatien                       | 1    | 3      | 5      | 9      |
| 10    | Jordanien                      | 1    | 2      | 0      | 3      |
| 11    | Kasachstan                     | 1    | 1      | 2      | 4      |
| 12    | Iran                           | 1    | 0      | 1      | 2      |
| 13    | Palästina                      | 1    | 0      | 0      | 1      |
| 14    | Spanien                        | 0    | 3      | 4      | 7      |
| 15    | Individuelle Neutrale Athleten | 0    | 2      | 3      | 5      |
| 16    | Deutschland                    | 0    | 2      | 1      | 3      |
|       | Bosnien und Herzegowina        | 0    | 2      | 1      | 3      |
| 18    | Portugal                       | 0    | 1      | 3      | 4      |
|       | Slowakei                       | 0    | 1      | 3      | 4      |
| 20    | Belgien                        | 0    | 1      | 2      | 3      |
| 21    | Thailand                       | 0    | 1      | 1      | 2      |
|       | Brasilien                      | 0    | 1      | 1      | 2      |
|       | Vietnam                        | 0    | 1      | 1      | 2      |
|       | Montenegro                     | 0    | 1      | 1      | 2      |
| 25    | Tschechien                     | 0    | 1      | 0      | 1      |
|       | Guatemala                      | 0    | 1      | 0      | 1      |
|       | Polen                          | 0    | 1      | 0      | 1      |
|       | Serbien                        | 0    | 1      | 0      | 1      |
|       | Schottland                     | 0    | 1      | 0      | 1      |
| 30    | Vereinigte Staaten             | 0    | 0      | 2      | 2      |
| 31    | Ungarn                         | 0    | 0      | 1      | 1      |
|       | Griechenland                   | 0    | 0      | 1      | 1      |
|       | Dänemark                       | 0    | 0      | 1      | 1      |
|       | Argentinien                    | 0    | 0      | 1      | 1      |
|       | Rumänien                       | 0    | 0      | 1      | 1      |
|       | Österreich                     | 0    | 0      | 1      | 1      |
|       | Senegal                        | 0    | 0      | 1      | 1      |
|       | Mexiko                         | 0    | 0      | 1      | 1      |
|       | Bulgarien                      | 0    | 0      | 1      | 1      |
|       | Aserbaidschan                  | 0    | 0      | 1      | 1      |
|       | Georgien                       | 0    | 0      | 1      | 1      |
|       | Nordmazedonien                 | 0    | 0      | 1      | 1      |
| Total | Total                          | 37   | 37     | 74     | 144    |